# Ка де Паци (Ређо Емилија)
Ка де Паци је насеље у Италији у округу Ређо Емилија, региону Емилија-Ромања.
Према процени из 2011. у насељу је живело 78 становника. Насеље се налази на надморској висини од 551 м.